# Buddy Go!
Buddy Go! (バディゴ!?) è un manga shōjo scritto e disegnato da Minori Kurosaki, serializzato sul Ribon di Shūeisha dal 3 settembre 2014. Un adattamento anime è stato trasmesso in Giappone tra il 6 e il 19 aprile 2016. Una seconda stagione anime è stata trasmessa tra il 4 e il 25 ottobre 2016.

## Media

### Manga
Il manga, scritto e disegnato da Minori Kurosaki, ha iniziato la serializzazione sulla rivista Ribon di Shūeisha dal 3 settembre 2014.

### Anime
Un adattamento anime fu annunciato sull'uscita del quarto volume del manga. La serie di corti, composta da tre episodi, è andata in onda all'interno del programma per bambini Ohasuta su TV Tokyo dal 6 al 19 aprile 2016, mentre una seconda stagione, composta da quattro episodi, è andata in onda dal 4 al 25 ottobre 2016.